# Dreissena bugensis
Moule quagga
Espèce
Synonymes
- Dreissena rostriformis bugensis

Statut de conservation UICN

 LC  : Préoccupation mineure
La moule quagga (Dreissena rostriformis bugensis, ou Dreissena bugensis) est une espèce (ou sous-espèce) de moule d'eau douce du genre Dreissena  (dite « dreissène ») originaire du bassin du Dniepr en Ukraine, de la famille des Dreissenidae. Son nom dérive du mot « quagga » qui désigne une sous-espèce éteinte de zèbre, peut-être parce que, comme le quagga, ses rayures disparaissent au niveau de la face ventrale de la moule. Cette espèce est très proche de la moule zébrée, tant au point de vue morphologique qu’écologique . 
Ces moules constituent des agglomérats pouvant localement coloniser la totalité des substrats disponibles (au détriment d’autres espèces qui occupaient ce même habitat. Une seule moule quagga adulte peut filtrer jusqu’à un litre d’eau par jour, mais cette espèce ne filtre que certains microorganismes planctoniques, et elle excrète une quantité significative de pseudofèces. Pour ces raisons, certains considèrent les dreissènes comme des « espèces ingénieur » (espèces modifiant significativement leur environnement physique et écologique).
La moule quagga a des impacts écologiques et économiques a priori comparables à ceux de la moule zébrée. Depuis son arrivée dans les années 1980, elle s’est substituée à cette dernière dans plusieurs secteurs des Grands Lacs nord-américains. Comme la moule zébrée, elle fait dans certains pays l’objet d'une surveillance par les autorités (américaines notamment) qui informent le public des mesures à prendre pour éviter ou limiter toute propagation supplémentaire, en particulier concernant le nettoyage des bateaux et de matériel de pêche ou de loisir en eau douce

## Description

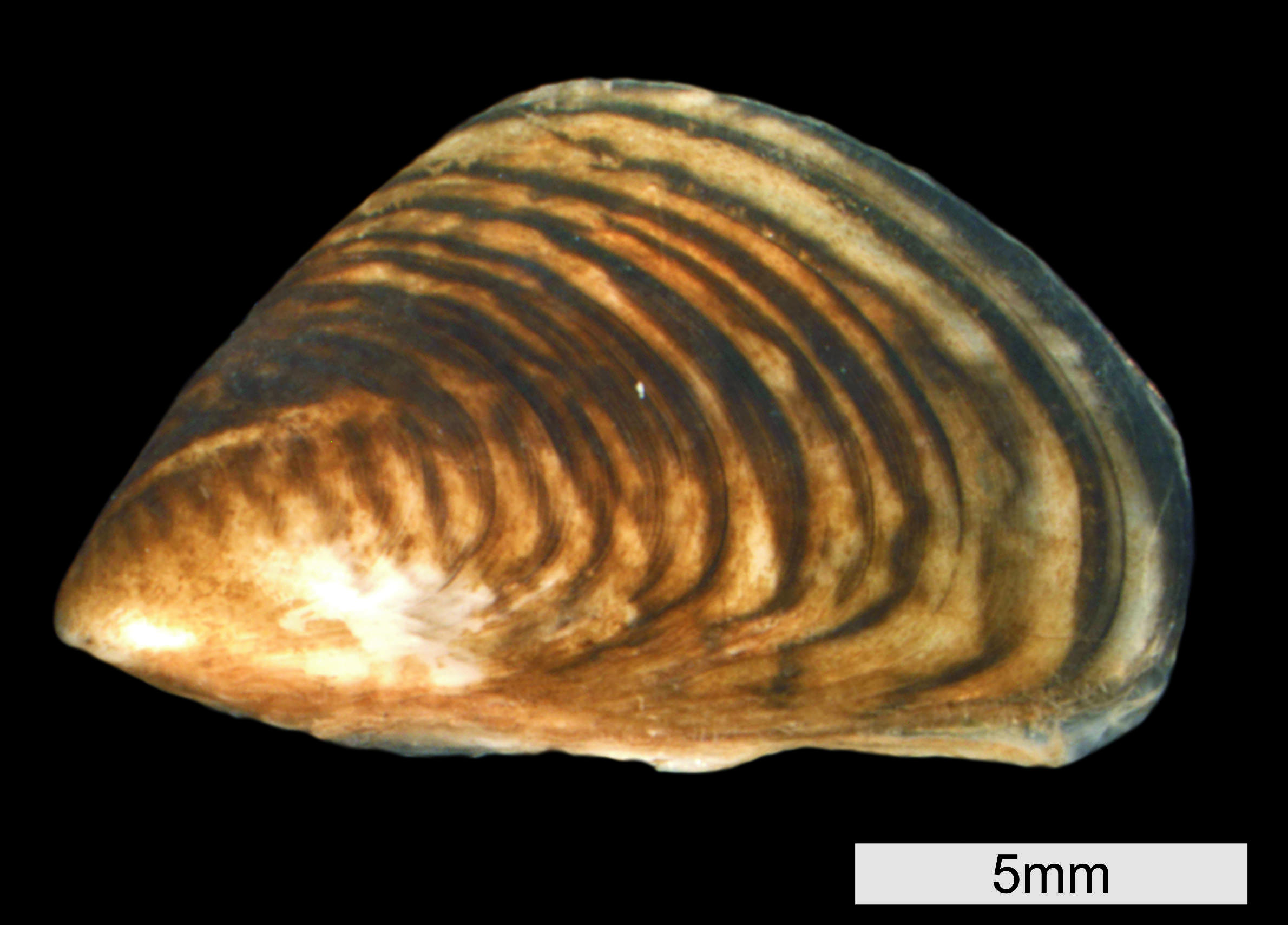
L'une des formes et l'un des motifs que peut présenter la moule Quagga (relativement polymorphe)

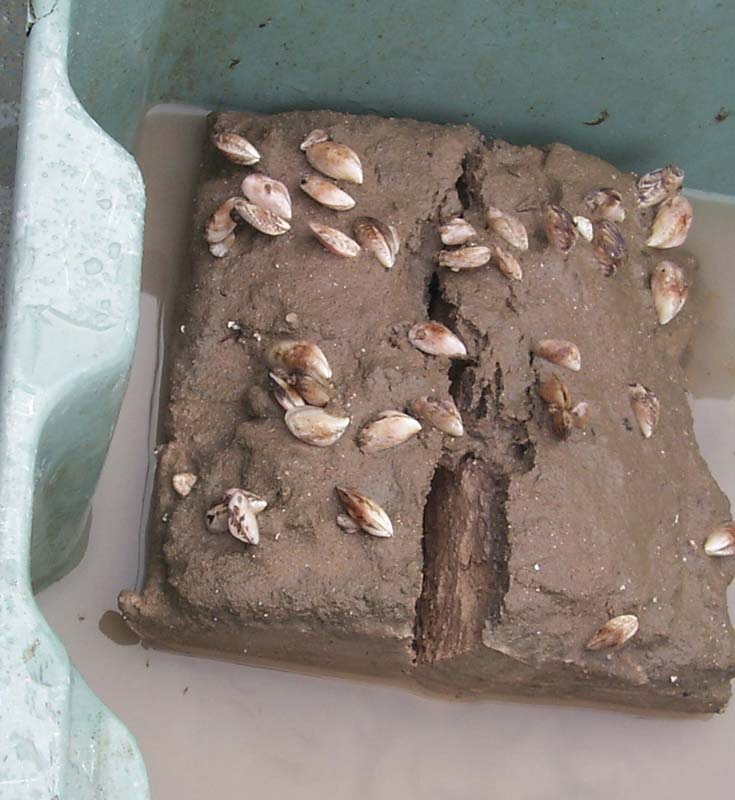
À la différence de la moule zébrée, la Moule Quagga peut aussi coloniser des substrats mous (ici sur un échantillon de sédiment du Lac Michigan)

Comme chez la moule zébrée, l’apparence de la moule quagga varie d’un individu à l’autre, d’où son nom latin de dreissena (signifiant « qui a plusieurs formes »).
- Taille : La quagga adulte est généralement légèrement plus grande que la moule zébrée, avec une largeur d’environ 20 millimètres et une longueur atteignant 4 cm[2].

La carène de la coquille est arrondie. La face ventrale est convexe ;
- Couleur et motif : la couleur générale varie du noir au crème et présente parfois des bandes blanches. La coquille est plus ou moins marquée par des motifs en rayures et/ou zigzag, comme celle de la moule zébrée, mais elle est plus pâle du côté de la fin de la charnière. La coquille de la quagga a en outre souvent un aspect moins « fini » avec des zones blanches ou sans motif net.
- Byssus : il est présent chez les individus fixés. Le point de départ du byssus est situé côté charnière chez la Quagga et au milieu chez la moule zébrée[5]. Forme de coquille : alors que la moule zébrée a globalement (de profil) la forme de la lettre D, en raison d’une partie ventrale plus plate, alors que la moule quagga est un peu plus proche d'une forme en O : placée face ventrale sur un substrat horizontal, elle roule et tombe sur le côté, alors que la moule zébrée reste stable sur sa face ventrale plus plate. 
La jonction ventrale est généralement plus sinusoïdale chez la quagga et plus droite chez la moule zébrée[5].
Au stade juvénile (0,5 à 10 mm de longueur) chez la moule quagga, la valve de droite est significativement plus grande que sa valve de gauche, ce qui n’est pas le cas chez la moule zébrée qui a deux valves de grandeur à peu près identique[2].

Néanmoins la  morphologie générale de la coquille varie beaucoup chez les deux espèces (y compris pour un morphe distinct trouvé dans le lac Érié ; à coquilles pâles ou complètement blanches ; il semble qu’à grande profondeur se développe un morphe à coquille plus lisse, et claire, d’une forme légèrement différente .

## Biologie

### Alimentation
Cet organisme filtreur utilise des cils pour aspirer l’eau ambiante dans sa cavité intérieure via un « siphon inhalant » pour en extraire des matières particulaires alimentaires. 
Chaque moule adulte peut ainsi filtrer un ou plusieurs litres d'eau par jour, d’où sont éliminés une grande partie des très petits organismes appartenant au phytoplancton, au zooplancton, au règne bactérien et même leurs propres larves véligères. Selon Beeton (1995), tout comme la moule zébrée, cette espèce filtre très bien les rotifères et jeunes cladocères, ainsi que les diatomées (- 86 % dans le Lac Erié), mais non les cyanophycées telles que les microcystis qui peuvent donc quand même produire des  blooms toxiques. Les matières particulaires indigestes sont liées à un mucus, et périodiquement excrétées dans le milieu environnant par le siphon inhalant en flocons dénommés « pseudofèces » (car il ne s’agit pas vraiment de matière digérée). L'eau filtrée est évacué par un autre siphon dit « siphon exhalant ».

### Reproduction et cycle de vie
La moule quagga est une espèce « dioïque » (mâle ou femelle) à fécondation externe, très prolifique, ce qui contribue à ses capacités de prolifération rapide. Une moule femelle sexuellement mature peut produire jusqu'à un million d'œufs par an. Après la fécondation, les larves microscopiques pélagiques, dites « véligères », se développent en quelques jours et forment rapidement deux petites valves coquillères. Les larves véligères nageuses dérivent 3 à 4 semaines dans le courant, s’alimentant grâce à des cils ressemblant à des cheveux, tout en essayant de localiser des substrats durs leur convenant. Elles s’y se fixeront au moyen de leur byssus. Durant le passage du stade véligère planctonique au stade fixé, la mortalité peut dépasser 99%.

### Durée de vie
Cette moule vit en moyenne de 3 à 5 ans.

### Biomasse & interactions avec autres moules d’eau douce
Il a été montré aux États-Unis par Dermott & Kerec en 1995 que la biomasse macrobenthique a énormément augmenté dans les grands lacs envahis par les deux espèces de dreissènes (la biomasse macrobenthique - hors coquille et en poids sec - est par exemple passée dans l’est du lac Érié de 1,58 à 11,93 g/m2 de 1979 à 1993). et dans la biomasse macrobenthique des espèces autochtones y a diminué (passant de 1,61 à 1,04 g/m2) avec notamment une forte réduction des populations de l’amphipode Diporeia, du bivalve Pisidium et des larves de chironomidés, probablement en raison d’une compétition trophique avec les dreissènes. Inversement la méiofaune a accru sa biomasse d’un facteur 2 à 6, car elle bénéficie des nutriments apportés par les pseudofèces de moule. Le nombre de larves de poissons planctonivores pélagiques ne semble pas avoir diminué, mais celui d’adultes de perche jaune et d’alose (Alosa pseudoharengus) s’est effondré après l’arrivée des deux espèces de moules) .

## Origine, aire de répartition, invasivité

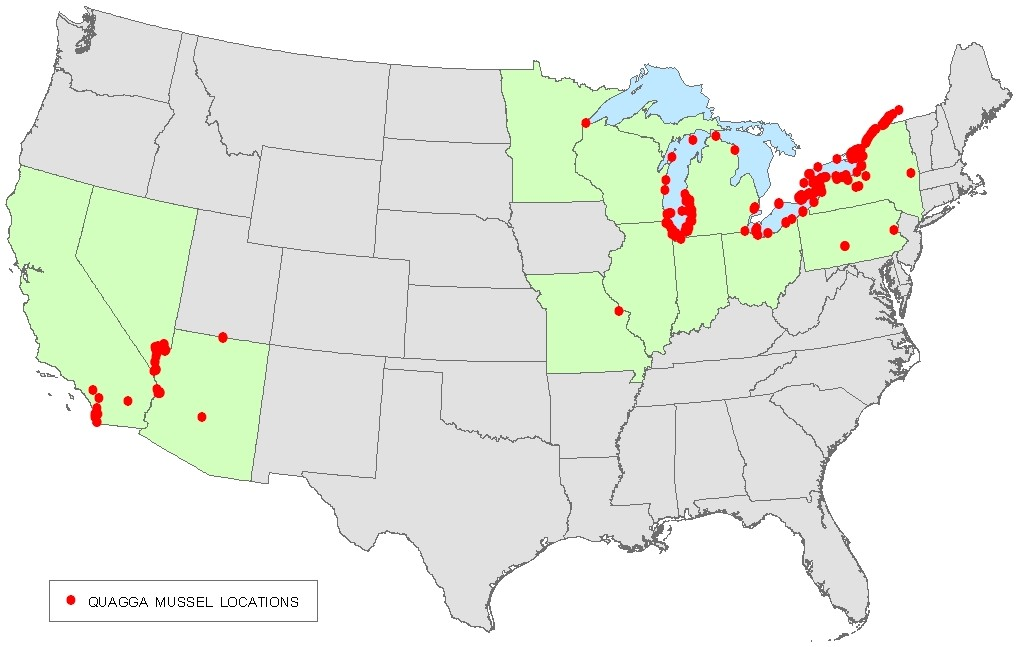
Carte de distribution des moules quagga aux États-Unis en 2007

Cette espèce est originaire de la région pontocaspienne ; elle est indigène dans le bassin de la Bug et du Dniepr en Ukraine. 
Elle a été récemment introduite par l’homme hors de son aire naturelle et se montre alors souvent envahissante (en zone tempérée). La moule quagga est notamment devenue l’une source de préoccupations majeures dans les Grands Lacs d'Amérique du Nord, en tant que nouvelle espèce envahissante, a priori introduite via le transport maritime et fluvial, par la voie du fleuve Saint-Laurent.

### Historique de son introduction et principaux vecteurs de dispersion

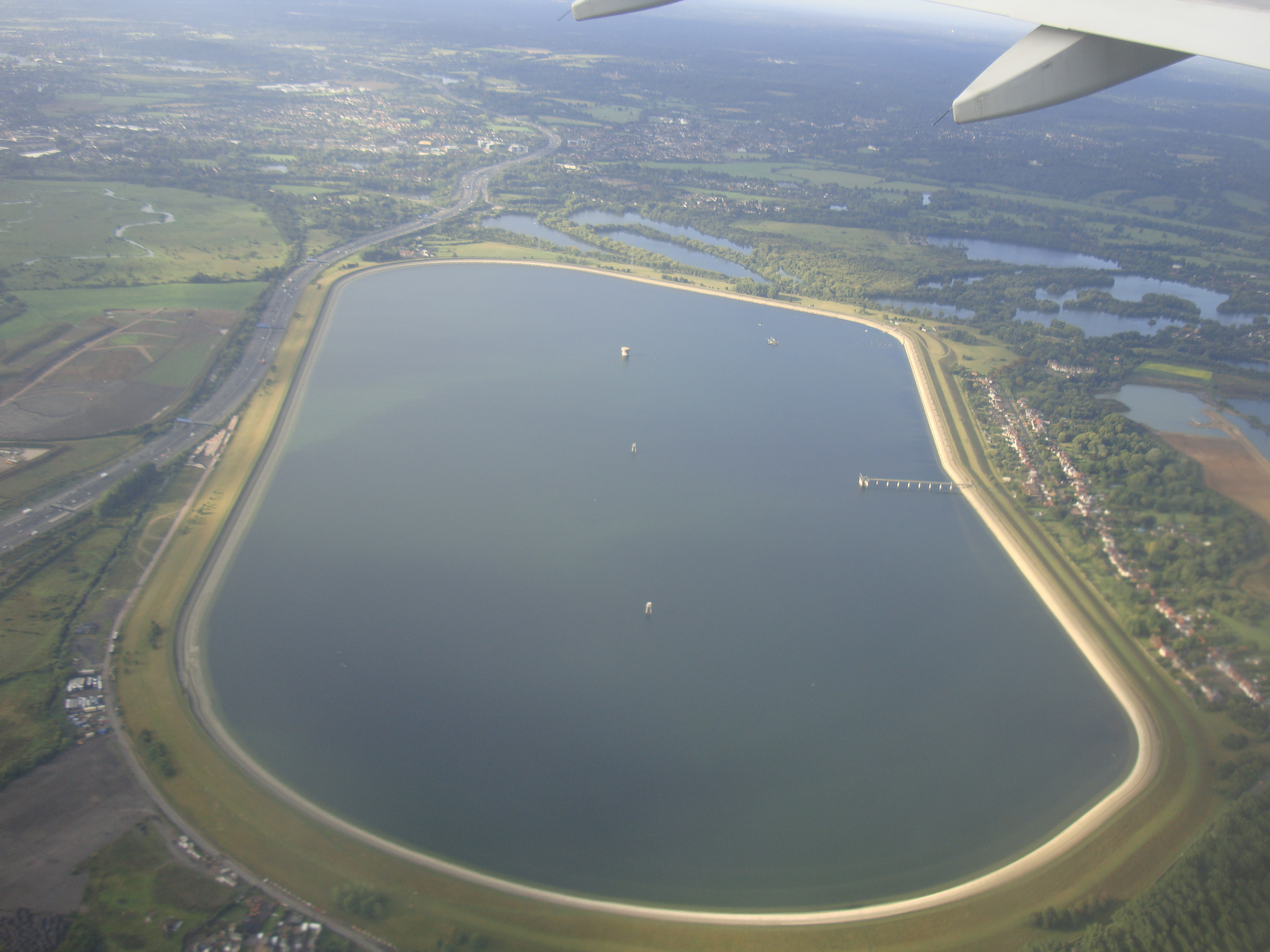
Lac-réservoir de Wraysbury, dans le Surrey au Royaume-Uni, où la moule quagga est apparue en 2014

- En Russie, elle commence son expansion dans les années 1940, à la suite de la construction de barrages sur le Dniepr, et colonise le Don[12] et la Volga, le plus grand fleuve d’Europe, où elle serait arrivée dès les années 1980 via le canal Volga-Don[13]. En 2007, elle est trouvée dans la Sloutch et la Pripiat en Ukraine[14].
- En Europe de l'Est et dans les Balkans, elle pénètre depuis la mer Noire par le Danube, et en 2004, elle est trouvée en Roumanie, en 2006 à la frontière roumano-serbe[15], en Bulgarie en 2007[16], et en 2008 dans le lac Balaton en Hongrie[17].
- En Europe de l'Ouest, elle a dû s'installer en 2004 dans la Hollands Diep, le delta du Rhin et de la Meuse en Hollande, où elle a été observée pour la première fois en 2006[18], et d'où elle a remonté ces deux fleuves et leurs affluents. En l'Allemagne, elle est trouvée en 2007 à Karlsruhe, en 2008 dans le Neckar à Mannheim, puis entre 2010 et 2011, elle remonte jusqu'au Danube par le canal Rhin-Main-Danube, par le Rhin jusqu'à Bâle (2011) et la même année par le canal du Mittelland jusqu'à l'Elbe au Nord-Est. Dans ces canaux, elle atteint rapidement des concentrations de plus de 1000 individus au mètre carré[19]. Elle atteint la Belgique par la Meuse où elle est repérée dès 2008, et la France, où elle est relevée dès 2011 dans la Moselle et dès 2012 dans la Meuse[20]. Elle est trouvée en 2013-2014 dans la Lagune de Szczecin à l'orée de Baltique, entre l'Allemagne et la Pologne, zone atteinte peut-être depuis l'Elbe[21]. Elle atteint également la Grande-Bretagne en 2014, dans la Wraysbury (Surrey)[22]. En Suisse, elle a colonisé presque tous les lacs de plaine et commence à être un problème pour l'écosystème local[23]. Selon une étude de 2023 publiée par Benjamin M Kraemer, l’ampleur de la colonisation par la moule quagga des lacs européens, en particulier le Léman, le lac de Constance et celui de Bienne est comparable à celle qui s'est produite dans les lacs d'Amérique du Nord[24].
- En Amérique du Nord, sa première mention date de 1989 et concerne le lac Érié, mais elle n’a été distinguée de la moule zébrée qu’en 1991. Depuis, la moule Quagga a complètement envahi les Grands Lacs et le fleuve Saint-Laurent jusqu’en aval nord de la ville de Québec. Plusieurs cours d’eau intérieurs américains sont également touchés (en Iowa, dans le Kentucky, le Michigan, le Minnesota, l’État de New York et l’Ohio) et dès 1995 elle colonise l’extérieur des bassins des Grands Lacs dans le Missouri et l’Illinois. Elle gagne peu à peu l'ouest du pays : les populations les plus occidentales étaient en 2007 situées au Nevada, en Californie, Arizona et Colorado. Dans les années 2000 l’extension de l’aire de répartition de l’espèce se poursuit aux États-Unis. En janvier 2007, des populations de moules Quagga ont été découvertes dans une marina, dans la partie du lac Mead dans le Nevada[25], et dans deux autres lacs-réservoirs sur le fleuve Colorado (le lac Mohave et le lac Havasu[26]). En 2008, elle était signalée dans le lac Casitas et le Westlake en Californie ; probablement via la navigation de plaisance en eau douce, ce qui a entraîné dans certains lacs une interdiction administrative d’utilisation de bateaux venant de l’extérieur[27]. En mars 2008, d’autres lacs tels que le lac Castaic et le lac Cachuma envisageaient des interdictions similaires. En juin 2008, la présence de l’espèce était confirmée (par détection de larves) dans le lac Granby (Colorado)[28], mais l’espèce ne semble pas avoir réussi à s’y installer : après cinq ans de tests négatifs, ce lac a finalement été classé comme non colonisé.
- Au Québec, son aire de distribution dans le Saint-Laurent est à peu près la même que celle de la moule zébrée, mais elle est absente de la rivière Richelieu et de la rivière des Outaouais.

## Habitats
Cette moule se développe dans les eaux douces et tempérées de lacs ou cours d’eau, canaux, réservoirs, c'est-à-dire dans des habitats très semblables à ceux de la moule zébrée. La moule quagga survit ou s’épanouit toutefois dans des eaux plus froides. Et si tout comme la moule zébrée elle se fixe sur les surfaces solides, elle peut aussi occuper des substrats meubles comme le sable et même la vase. 
À la différence de la moule zébrée, la Quagga (qui tolèrent mieux les périodes de disette) s’installe aussi à de grandes profondeurs, dont par exemple au fond des Grands Lacs et de secteurs profonds du fleuve Saint-Laurent où la nourriture est moins abondante. À ces grandes profondeurs les moules quaggas s’agglomèrent en s’attachant les unes aux autres en formant des tapis horizontaux qui peuvent recouvrir une bonne partie du fond des lacs où elle s’est installée.
« Quagga » versus « zébrée »
Depuis son introduction, dans certains environnements, la moule quagga tend à supplanter la moule zébrée (par exemple dans le lac Érié ou d’autres lacs, mais jamais dans les ruisseaux oxygénés, les zones exposées à un courant important et les rivières à courant rapide), semble-t-il car elle se fixe moins bien sur les substrats exposés à un fort courant en raison d’un byssus moins fourni et moins résistant que celui de la moule zébrée. 
Selon A. Karatayev (1995) cette espèce supporte mieux que la moule zébrée les eaux peu oxygénées et tend à remplacer D. polymorpha dans les eaux plus anoxiques, mais les moule zébrées peuvent, en revanche et en restant longtemps hermétiquement fermées, supporter un séjour de plusieurs jours à l'air libre (dans une atmosphère humide) selon P Testard (1990).
Importance du calcium et du pH
Les dreissènes ont besoin de cet élément minéral dissous dans l'eau pour construire leur coquille. Une étude basée sur les données de teneurs en calcium de plus de 3000 cours d'eau nord-américains montre que la biodisponibilité du calcium est l'un des facteurs biogéographique de risque d'invasion par cette espèce. Le risque est faible avec moins de 12 mg L−1, moyen à 12–20 mg L−1), modéré entre 20et 28 mg L−1 et élevé à partir de 28 mg L−1. Les écorégions menacées selon se critère comptent pour 58,9 % de la surface des États-Unis et 19,8 % du territoire serait très menacé. Les occurrences actuellement constatées (hormis les Grands lacs) sont effectivement presque toujours situées dans les écorégions très menacées de ce point de vue, et la plupart des exceptions sont situées dans des écorégions au contexte géologique très variable. Cependant des invasions existent aussi dans des régions non calcaires, dans des eaux à faible débit provenant de régions calcaires situées en amont du cours d'eau. 

Dans les canaux et régions artificialisées le ciment, les mortiers à la chaux ou des apports de marne ou moellons calcaires peuvent aussi constituer des sources localement significatives de calcium. Dans les régions agricoles, des amendements calciques lessivées par les pluies peuvent aussi contribuer à augmenter le pH des eaux de ruissellement et de certains cours d'eau.
Une eau légèrement acide ou acidifiée peut endommager la coquille des larves et les tuer, et significativement affecter la survie des adultes : Des chercheurs ont utilisé des bassins ensemencés de moules zébrées ou Quagga, remplis d'un flux continu d'eau (du lac Ontario) dont le pH a été plus ou moins acidifié selon les bassins. Ils ont confirmé dans ce contexte l'importance du pH pour le taux de survie dans les eaux riches en calcium. Trois des courants avaient un pH légèrement modifié par ajout d'acide phosphorique à un pH de 7,3, 7,1 et 6,9 (le quatrième flux n'était pas modifié, car utilisée comme témoin). Près de 40 % des adultes sont morts à un pH de 6,9 après 10 semaines d'exposition. L'étude de la relation poids/longueur de moules adultes a confirmé que pour une longueur donnée la moule perd du poids quand le pH diminue (acidification). Un phénomène d'érosion voire de perforation des coquilles adultes a été observé avec cette acidification pourtant relativement modérée, ce qui laisse penser que la perte de poids est principalement attribuable à une perte de calcium des coquilles. Un pH de 7,1 suffisait dans ces conditions expérimentale à empêcher l'installation de nouvelles colonies, ce qui a permis aux auteurs de suggérer qu'une diminution du pH des eaux riches en calcium pourrait être un traitement viable pour la prévention du colmatage de tuyaux ou conduites d'eau, par exemple dans certains systèmes industriels de refroidissement par eau.

## Espèce invasive
La moule zébrée a été la première des dreissénidés introduite en Europe de l’Ouest et en Amérique du Nord à se propager à grande vitesse dans de nombreux grands systèmes fluviaux et dans les Grands Lacs, avec des effets écologiques et environnementaux importants. La moule quagga n’est arrivée que plus tard ; elle n’a été observée pour la première fois en Amérique du Nord qu’en septembre 1989, en Ontario dans le lac Érié, près de Port Colborne ; probablement apportée par des eaux de ballast de navires transocéaniques ayant véhiculé des larves véligères, des juvéniles et/ou adultes. Elle ne semble pas avoir été identifiée comme une espèce distincte avant 1991.
Le genre Dreissena est polymorphe et prolifique, doté d’une grande capacité d'adaptation et d’expansion là où le milieu lui convient, mais il existe d'autres facteurs expliquant la propagation parfois spectaculaire de ces espèces dans les eaux nord-américaines : ce sont par exemple : 
- la présence de canaux artificiels mettant des lacs et divers systèmes fluviaux en communication directe ;
- la dérive très efficace des larves dans les systèmes fluviaux ;
- des activités de pêche et de navigation professionnelle ou de loisir favorisant le transport de propagules de moules d’un lac à l’autre et d’un bassin versant à l'autre.

Le succès du transport « terrestre » des propagules de Dreissènes dépend de leur capacité à tolérer des périodes plus ou moins longues (selon la température et l’hygrométrie) de dessiccation. Selon les données expérimentales disponibles, en conditions estivales tempérées, une Dreissène adulte peut survivre 3 à 5 jours à une exposition aérienne .

## Impacts; interactions positives et négatives avec le milieu et les espèces aquatiques
Quand les populations de moules quaggas sont importantes, en se nourrissant, elles prélèvent dans le milieu aquatique d’énormes quantités de phytoplancton et de particules en suspension. Ce faisant, dans les eaux calmes elles peuvent augmenter la transparence de l’eau. Ceci est moins vrai dans les eaux plus mouvementées et/ou déjà eutrophes car leurs pseudofèces peuvent entretenir ou augmenter la turbidité.
Les quaggas contribuent alors à diminuer la ressource alimentaire du zooplancton, modifiant le réseau trophique (la chaîne alimentaire) et elles font chuter le taux moyen de chlorophylle, avec un effet désoxygénant. Le jour, cet effet est plus ou moins contrecarré quand une meilleure pénétration de la lumière provoque une prolifération des plantes aquatiques. 
Leur présence peut donc modifier la dominance des espèces et transformer des écosystèmes entiers. À forte densité, la production d’excréments peut contribuer à augmenter le pH de l’eau. Les pseudofèces contiennent de la matière organique non digérée et du mucus, qui sont une source de nourriture pour des bactéries, mais qui vont se décomposer en consommant l’oxygène dissous de l’eau et en modifiant son pH (dans le sens d’une diminution de pH, c'est-à-dire d’une acidification). Des sous-produits toxiques ou écotoxiques peuvent être produits lors de ces réactions biochimiques. 

### Écotoxicologie
En tant que mollusques filtreurs capables de produire des populations très denses, les moules quagga interagissent avec divers polluants et l’environnement naturel :
- Elles bioaccumulent très efficacement certains radionucléides et polluants métalliques, organométalliques et organiques ; dans leurs tissus et/ou leur coquille. On retrouve dans leur chair (consommée par les rats musqués et certains poissons) des polluants présents à des niveaux dépassant de plus de 300 000 fois leur concentration moyenne dans leur environnement aquatique(Snyder et al., 1997). 
Certains de ces polluants sont expulsés dans les pseudofèces qui s’accumulent à proximité. Des polluants organiques peuvent ensuite repasser dans la chaîne alimentaire, ce qui augmente globalement l'exposition de la faune aux contaminants organiques (Snyder et al., 1997).
- En présence d’un contexte eutrophe et d’une colonie dense de moules quaggas (ou à son aval), le « voile » ou « tapis » de pseudofèces peut finir par constituer une épaisse couche de vase anoxique. Il peut asphyxier ou défavoriser d’autres espèces de moules d'eau douce autochtones et divers organismes vivant sur le fond (par exemple, l’amphipode fouisseur indigène Diporeia hoyi dans les eaux profondes du lac Érié).
Depuis que les quaggas ont été découvertes dans le lac Michigan en 1998, les blooms planctoniques « annulaires » qui se formaient après le passage des tempêtes ont été fortement réduits, au détriment des écosystèmes locaux[33], ce qui est cause d’une chute drastique de la teneur de l’eau en plancton. Ainsi dans les grands lacs américains envahis par les dreissènes, les poissons indigènes manquent de nourriture ;  une grande partie de la matière organique qui constituait autrefois l’approvisionnement alimentaire des crustacés et poissons locaux a été « aspirée » vers les fonds du lac où elle est inaccessible pour le réseau trophique et où elle contribue à rendre les fonds anoxiques et stériles, sources de CO2 et de méthane. Pour chaque kilo d’aliment planctonique disponible pour les poissons dans le lac Michigan aujourd'hui, il y a environ trois ou quatre kilos de quaggas dans le lac[34].

## La moule quagga en tant que proie et ressource alimentaire
Les larves véligères sont une source de nourriture pour de nombreuses autres espèces (dont pour la moule quagga elle-même). Des poissons molluscivores comme la carpe commune, Aplodinotus grunniens, la Barbue de rivière limitent les proliférations. D'autres prédateurs sont connus, tels le gardon, l'anguille, l'esturgeon, des canards plongeurs, des écrevisses, et des rats musqués.
En 1994, Anthony Ricciardi (biologiste spécialisé dans les espèces envahissantes) a montré qu’en Amérique du Nord, la perchaude apprenait à se nourrir de dreissènes. En 2004, il a montré qu’en une décennie, la perchaude a développé un véritable appétit pour la moule quagga. Bien que ceci semble être une bonne nouvelle, ce processus d'alimentation introduit des contaminants inhabituels ou en proportion anormale dans la chaîne alimentaire, dont notamment le biocontaminant  Clostridium botulinum, source de botulisme. 
Un poisson consommateur de mollusques, le Crapet à oreilles rouges (ou Redear sunfish pour les anglophones)  a été implanté dans le bassin de la rivière Colorado à partir du sud-est des États-Unis avec l’espoir qu’il limite la prolifération des quaggas, mais ce poisson étant pêché et consommé, comme dans le cas de la perchaude, cette relation prédateur-proie pourrait induire une introduction de toxines et de micro-organismes indésirables dans l'écosystème et la chaine alimentaire. 
Dans le sud du lac Michigan, l'éponge Eunapius fragilis a été observée colonisant les quaggas jusqu'à les étouffer.

## Utilisations
À ce jour, ces moules ne sont pas utilisées par l’Homme.  
Bien que la chair de moules Couaggas ayant grandi dans un environnement sain soit théoriquement comestible pour les humains, les manger n’est pas recommandé en raison de la capacité de cette espèce à bioaccumuler les métaux, d’autres polluants et toxines présents dans l’environnement[réf. nécessaire].

## Impacts négatifs, dont économiques
Ils sont de même nature que ceux de la moule zébrée (Dreissena polymorpha). Ils sont notamment dus au « fouling » sur les coques de bateaux, les écluses, les systèmes hydrauliques, crépines de pompes, hélices, etc.  qui sont sources de coûts de nettoyage et d’entretien très élevés pour certaines industries, collectivités et particuliers. 
Les « tapis » de Dreissènes peuvent notamment être gênant ou dangereux pour les centrales électriques et les installations de traitement de l'eau. 
La pêche et le tourisme halieutique et d’autres activités de loisirs peuvent aussi pâtir d’invasions de quaggas; Les services écosystémiques fournis par la biodiversité autochtones, et notamment la ressource halieutique peuvent aussi être affectés ; 
Ces moules servent aussi (en hiver) de nourriture facilement accessible pour les rats musqué (notamment dans les canaux à palplanches où ils ne disposent plus de nourriture végétale), or le rat musqué est également localement invasif et sources de dégâts.
Beaucoup des impacts potentiels des Dreissenes sont encore à vérifier, car les colonisations massives en Amérique du Nord sont encore récentes. Mais il existe un consensus sur le fait que de manière générale, le genre Dreissena est très polymorphe, génétiquement diversifié et sur le fait qu’il a une capacité d'adaptation rapide à des conditions environnementales extrêmes et diversifiées, pouvant conduire à des impacts significatifs à long terme au moins sur les eaux nord-américaines. 
En outre, la colonisation de l'eau plus profonde par D. bugensis pourrait être source d’impacts plus étendus encore que ceux de la moule zébrée. Ainsi des épaves profondes d’intérêt archéologique (qui étaient considérées comme relativement protégées dans des eaux froides et peu oxygénées, comme les épaves du Hamilton et du Scourge) se sont récemment couvertes de moules quagga au fond du lac Ontario à 90 mètres de profondeur. Ces goélettes armées américaines qui ont coulé en 1813 pendant la guerre dite de 1812 étaient jusqu'alors demeurées intactes).
La moule quagga serait, à elle seule, aux États-Unis une source de dommages économiques estimés à 1 milliard de dollars, notamment parce qu’elle se fixe dans les crépines et conduites d'eau industrielle .

## Prévention
Cette moule est relativement tolérante aux variations de conditions du milieu (température, acidité, turbidité, anoxie) ; et aux biocides habituels, car elle dispose de moyens de détoxication et peut se fermer dans un environnement toxique pour elle.

### Suivi et détection
Ils se font idéalement par la recherche d'ADN dans le milieu, mais un tel suivi ne donne pas la position des colonies. 
Le suivi peut se faire via des substrats artificiels périodiquement relevés et observés, à condition de toujours installer ces substrats dans des zones de faible courant ou débit, car contrairement aux larves de moules zébrées, les véligères de la quagga s'accrochent mal sur les substrats exposés au courant.
En début d'infestation on a bien moins de chances d'observer des adultes que des larves. Ces dernières sont donc recherchées dans l'eau (par filtration) et observées au microscope (la coquille embryonnaire présente des caractéristiques de biréfringence, à condition d'avoir été stockées dans un milieu au pH non-acide).